# ジョー・メデル
ジョー・メデル（ホセ・メデル、Jose Medel、1938年3月19日 - 2001年1月31日）は、メキシコの元男性プロボクサー。メキシコシティ出身。最高位は世界バンタム級1位。

## 人物
幾度も来日し、ファイティング原田、関光徳と言った名ボクサーをロープに下がりながらのカウンターで倒したことから「ロープ際の魔術師」とも呼ばれた。現役当時、華麗なカウンターでダウンを奪う姿に魅了された日本人も多く、当時の日本人に最も愛された外国人ボクサーのひとりと言っても過言ではない。その日本のリングでの試合を最後に引退している。

## 経歴
- 1955年3月19日、プロデビュー戦で3回KO負け。
- 1957年1月12日、ロク・フェルナンデス（ メキシコ）に9回KO勝ち。
- 1957年2月9日、後の世界バンタム級王者・ジョー・ベセラ（ メキシコ）に10回判定負け。
- 1957年3月2日、ジョー・ベセラ（ メキシコ）と再戦するも10回判定負け。
- 1958年2月8日、ジョー・ベセラ（ メキシコ）との3戦目も10回判定負けで雪辱ならず。
- 1959年8月1日、ホセ・ロペス（ メキシコ）に12回判定勝ち。メキシコバンタム級王座奪取。
- 1960年7月23日、同国人のライバルエロイ・サンチェス（ メキシコ）に12回判定勝ち。メキシコバンタム級王座防衛。
- 1960年8月18日、ロサンゼルス・オリンピック・オーデトリアムで後の世界バンタム級王者エデル・ジョフレ（ ブラジル）と対戦。再三コーナーに詰めて連打を浴びせるなど善戦するも、10回にコーナーで右を浴びてKO負け。
- 1961年8月31日、初来日。関光徳（新和）に5回KO勝ち。メデルをロープに詰めた関がフィニッシュブローを叩き込もうと踏み込んだ瞬間、メデルの右カウンターが炸裂し、関はキャンバスに崩れ落ちた。
- 1961年9月21日、東洋ジュニアフェザー級王者坂本春夫（極東）に10回判定勝ち。
- 1962年3月20日、世界フライ級1位矢尾板貞雄（中村）と対戦。バンタム級とフライ級の世界1位同志の対戦となったが、高度な技術戦の末、メデルが10回判定勝ち。
- 1962年9月11日、サンパウロで、世界バンタム級王者となっていたエデル・ジョフレ（ ブラジル）と世界タイトルをかけて再戦したが、全盛期の「黄金のバンタム」に歯が立たず6回KO負け。
- 1963年9月26日、ファイティング原田（笹崎）と対戦。5回まで一方的に攻められながら、6回に得意のカウンターを突き刺し、2分48秒でKO勝ち。
- 1965年5月13日、世界ランカー斎藤勝男（暁）に10回判定勝ち。その5日後に原田がジョフレを下し世界バンタム級王座を奪取。一度原田を下しているメデルも有力な挑戦者候補となる。
- 1967年1月3日、愛知県体育館で原田の持つ世界バンタム級王座に挑戦。1963年以来の4年ぶりとなった両者の対戦で原田は足を使い、メデルのカウンターの射程圏外に出て、攻勢時には身体を密着してラッシュしカウンターを封じ、メデルの得意な中間距離での打ち合いになかなか持ち込ませなかった。最終回、遂にメデルのカウンターが原田を捉え一瞬ふらつかせたが、原田もクリンチで逃れ、15回判定負けでまたもタイトル奪取は成らなかった[2]。
- 1968年11月23日、後の王者ルーベン・オリバレス（ メキシコ）に8回KO負け。
- 1969年8月7日、金沢和良（アベ）に10回判定負け。
- 1974年6月9日、現役ボクサーとして最後の来日。後の世界ジュニアフェザー級王者ロイヤル小林（国際）と東京・後楽園ホールで対戦。36歳となっていたメデルだったが、全盛期のカウンターの冴えをのぞかせ、3回にカウンターでダウンを奪ったが、小林に抱きつかれて一緒に転んだため、スリップと判定された。6回終了後、眼の上の負傷のためTKO負け。試合後のリングでメデルは現役引退を発表。そのまま引退式が行われ、テンカウントのゴングを聞いて長いキャリアにピリオドを打った。

## エピソード
- 彼の死後、引退後の30年間の余生を過ごした地区で、優秀なスポーツ選手に与えられる奨学金が設立されたが、この奨学金に彼の名が残っている。
- WBCはボクシング界に対する多大な功績を讃えて記念のチャンピオンベルトを贈った。
- 現役引退後、一時期日本に住み、日本のボクシングジムでトレーナーを務めたこともある。